# Johannes Gropper
Pour les articles homonymes, voir Gropper.
Johannes Gropper (né le 24 février 1503 à Soest, comté de La Marck, et mort à Rome, le 13 mars 1559) est un cardinal allemand du XVIe siècle.

## Repères biographiques
Johannes Gropper étudie à l'université de Cologne et est chanoine et doyen à Kanten et chanoine, curé et doyen à Soest. En 1533 il est nommé scholasticus à Xanten et y devient doyen en 1543.
Gropper est un adepte d'Érasme et fait des études de théologie. Il fait beaucoup des efforts contre la réforme dans l'archidiocèse de Cologne et contre Hermann von Wied, le prince-archevêque de Cologne, qui veut introduire la réforme en Cologne. Dans son œuvre Enchiridion Gropper s'approche à la réforme dans ses pensées sur la justification, mais ses théories sur l'Église et le sacerdoce général, sur les sept sacrements, sur l'ordre hiérarchique et sur la primauté du pape sont complètement en concordance avec la doctrine catholique.
En 1547 il est nommé prévôt à Bonn et est archidiacre à Cologne.
Le pape Paul IV le crée cardinal lors du consistoire du 20 décembre 1555. Gropper refuse fortement la création, mais il doit enfin accepter.

## Littérature
- Claus Arnold, Die römische Zensur der Werke Cajetans und Contarinis (1558-1601). Grenzen der theologischen Konfessionalisierung (Römische Inquisition und Indexkongregation Bd. 10), Paderborn 2008.
- Reinhard Braunisch, Johannes Gropper. Briefwechsel, Aschendorff, Münster 2005,  (ISBN 3-402-03458-1)
- Reinhard Braunisch, Die Theologie der Rechtfertigung im „Enchiridion“ (1538) des Johannes Gropper, Aschendorff, Münster 1974,  (ISBN 3-402-03716-5)
- (de) Leonard Ennen (de), « Gropper, Johannes », dans Allgemeine Deutsche Biographie (ADB), vol. 9, Leipzig, Duncker & Humblot, 1879, p. 734-740
- Heinz Finger, Der Kölner Seelsorger und Theologe Kardinal Johannes Gropper. Eine Ausstellung der Diözesan- und Dombibliothek Köln zum 500. Geburtstag Groppers (25. Februar bis 30. April 2003), Erzbischöfliche Diözesan- und Dombibliothek, Köln 2003
- Walter Lipgens, Kardinal Johannes Gropper, 1503 - 1559, und die Anfänge der katholischen Reform in Deutschland, Aschendorff, Münster 1951